# Mjera čovječnosti
Mjera čovječnosti (eng. The Measure of a Man) je deveta epizoda druge sezone američke znanstveno-fantastične serije Zvjezdane staze: Nova generacija. 

## Radnja
Kada Enterprise dođe do novoosnovane Zvjezdane Baze 173, Data dobije naredbu da služi pod kapetanom Bruceom Maddoxom, koji ga želi rastaviti te proučiti kako bi mogao napraviti veći broj androida za potrebe Zvjezdane Flote.

Kada Data sazna da ga Maddox možda neće moći ponovno sastaviti, odbija se podvrgnuti proceduri. Nakon što kapetan Picard ne uspije promijeniti naredbu, Datin jedini izbor je napustiti Zvjezdanu Flotu, no njegovu odluku ospori Maddox s tvrdnjom kako Data nije osoba s pravima, već vlasništvo Zvjezdane Flote.
Časnica Pravne Službe Zvjezdane Flote Phillipa Louvois, ujedno stara Picardova poznanica, smatra kako je Maddox u pravu i to argumentira presedanom iz 21. stoljeća. Picard objavi da će se suprotstaviti toj odluci na saslušanju. U nedostatku pravničkog osoblja na postaji, kapetanica Louvois odluči da će Picard, kao viši časnik, morati braniti Datu, dok će Riker, kao drugi viši časnik, biti tužitelj. Pritom upozori Rikera kako će presuditi u korist Maddoxa ako ne bude dao sve od sebe tijekom suđenja.

Stavljen u gotovo bezizlaznu situaciju, Riker u svom izlaganju mora dokazati kako je Data običan stroj. Nešto kasnije, Riker to dramatično naglasi tako što priđe Dati s leđa i isključi ga. Siguran u svoj poraz, Picard podijeli svoju tugu s Guinan, koja mu ukaže na činjenicu kako je želja Federacije da stvori rasu potrošnih androida jednaka pojmu ropstva.
Srčano moleći za Datinu slobodu, Picard objavljuje kako, u biti, sva stvorena bića ne moraju nužno biti i vlasništvo svog stvoritelja. Kapetanica Louvois složi se s njim, potvrdivši da je Data stroj, ali ne i nečije vlasništvo. Stoga Data ima pravo donositi samostalne odluke u svezi svog života.

## Vanjske poveznice
- Mjera čovječnosti na startrek.com  Arhivirana inačica izvorne stranice od 9. kolovoza 2009. (Wayback Machine)